# National Road 17
La National Road 17 (N17) è una strada irlandese nazionale di livello primario nel nord-ovest della Repubblica d'Irlanda. Ha una lunghezza complessiva di 95 km e collega Tuam nella contea di Galway a Collooney nella contea di Sligo e rientra nel novero delle strade che compongono l'Atlantic Corridor.
La canzone N17 dei The Saw Doctors è ispirata proprio alla strada.

## Percorso
La N17 si distacca dalla N83 all'altezza di Tuam e prosegue verso Nord passando per le cittadine di Miltown, Ballindine, Claremorris, Knock, Kilkelly, Charlestown, Tubbercurry e Ballinacarrow terminando a Collooney.
Attualmente è una strada a carreggiata singola nel doppio senso di marcia.
La strada è percorsa dalla linea 429 della Bus Éireann.
Dal 27 settembre 2017 è stata inaugurata una variante che permette di bypassare il centro di Tuam. Il tratto di N17 che passa dalla città di Milltown era stato teatro, negli anni '90 di parecchie fatalità che hanno reso obbligatoria la modifica della strada stessa, portando nello specifico all'eliminazione di due curve.

## Trasporto pubblico
La strada è interamente percorsa dal servizio Expressway 64 della Bus Éireann, che collega Galway a Derry.

## Progetti
Sono in fase di studio i progetti di miglioramento riportati nella tabella sottostante.
| Zona                 | Tipologia          | Lunghezza (km) | Stato | Note |
| -------------------- | ------------------ | -------------- | --- | ---- |
| Tobercurry           | Bypass             | 10.2           | Progetto per evitare il passaggio per il centro di Tobercurry.                                                                                                |      |
| Tobercurry–Collooney | Doppia carreggiata | 14             | Il progetto consiste nel creare la doppia corsia in ambo i sensi di marica nel tratto di 14 km tra Tobercurry e la rotonda di congiunzione N4/N17di Colloney. |      |
| Knock - Collooney    | Dual Carriageway   | 57             | Il progetto prevede di estendere la doppia corsia in ambo i sensi di marcia da Collooney a Knock entro la fine del 2040                                       |      |